# Стрелка вооружённая
Стре́лка вооружённая (лат. Coenagrion armatum) — вид стрекоз семейства Стрелки (Coenagrionidae). Редкий вид, включён в международную Красную книгу МСОП.

## Описание
Общая длина тела имаго около 3 см (на брюшко приходится от 22 до 26 мм), размах крыльев до 4 см. На затылке два светлых пятна клиновидной формы. Переднеспинка сзади треугольная или трёхлопастная. У личинок жаберные пластинки прозрачные или матовые (но не затемнённые). Редкий бореально-лесной вид. Встречается в средней и северной Европе, в Закавказье и Сибири и на Дальнем Востоке. Основной цвет зеленоватый (самки) или голубой (самцы) с чёрным рисунком. Летают с июня по июль. Личинки развиваются в разнообразных водоёмах, лужицах, канавах.